# 红敷地发
红敷地发（学名：Phyllagathis elattandra）为野牡丹科锦香草属下的一个种。

## 扩展阅读
- 維基物種上的相關：红敷地发